# Eberhard von Gemmingen (Theologe)
Pater Eberhard Freiherr von Gemmingen-Hornberg SJ (* 4. April 1936 in Bad Rappenau) ist ein deutscher Jesuit. Er war von 1982 bis 2009 Leiter der deutschsprachigen Redaktion von Radio Vatikan.

## Leben
Eberhard von Gemmingen entstammt dem Geschlecht der Freiherren von Gemmingen. Als er drei Jahre alt war, siedelten seine Eltern, Hans Weiprecht Freiherr von Gemmingen-Hornberg (1905–1945) und Marie-Wilhelmine Gräfin von Drechsel auf Deufstetten (1908–1996), vom Wasserschloss Bad Rappenau nach Bürg in Württemberg über. Sein Vater wurde aufgrund seiner Verbindung zu den Attentätern des 20. Juli 1944 in ein Himmelfahrtskommando befohlen und fiel im Zweiten Weltkrieg 1945 an der Ostfront. Der junge Halbwaise kam in das Kolleg St. Blasien, einer seit 1934 von den Jesuiten betriebenen Internatsschule in dem ehemaligen Benediktinerkloster in St. Blasien.
Nach dem Abitur trat Eberhard von Gemmingen in den Jesuitenorden ein. Wie für Jesuiten üblich, absolvierte er zunächst ein dreijähriges Philosophiestudium, bevor er an der Ludwig-Maximilians-Universität München, der Leopold-Franzens-Universität Innsbruck und der Eberhard Karls Universität Tübingen Katholische Theologie studierte. Er empfing 1968 durch Julius Kardinal Döpfner in München das Sakrament der Priesterweihe. Er engagierte sich in der action 365 und fand über die Frage nach zeitgemäßen Formen der Verkündigung des Evangeliums zum Journalismus. 1980 stellte ihn sein Ordensoberer als kirchlichen Beauftragten beim ZDF frei. Bereits 1982 wechselte er dann zu Radio Vatikan.
Nach der Wahl Joseph Kardinal Ratzingers zum Papst Benedikt XVI. führte er das erste persönliche Interview mit dem neuen Papst. Gemmingen hatte in Tübingen studiert, als Ratzinger dort Professor war.
Redaktionsschwerpunkte von Pater von Gemmingen waren die Planung des Gesamtprogramms, vor allem jedoch die Radio-Akademien, die Radio-Exerzitien, die Sonntagsbetrachtungen und die Wochenkommentare.
Nach einem Herzinfarkt am 14. Januar 2007 zog sich Pater von Gemmingen für einige Zeit von der Arbeit in der deutschsprachigen Redaktion von Radio Vatikan zurück. Zum Jahresende 2009 gab er die Leitung der deutschsprachigen Sektion von Radio Vatikan an Bernd Hagenkord SJ ab. Seit 2010 ist er in der Spendenzentrale der Gesellschaft Jesu in München tätig.
Am 5. Februar 2010 sorgte Gemmingens Vergleich zwischen der Berichterstattung über den Missbrauchskandal an deutschen Jesuitenschulen und der Shoah für Aufregung. In einem Interview mit der Heilbronner Stimme sagte er: „Es ist fatal, nun den ganzen Orden schlecht zu machen. Ich muss einen Vergleich ziehen: Mit den Juden ist es so losgegangen, dass vielleicht der ein oder andere Jude Unrecht getan hat. Dann aber hat man schlimmerweise alle angeklagt und ausrotten wollen.“ Zwar zog er die fragliche Passage noch vor Drucklegung der Zeitung zurück, jedoch war sie bereits unter anderem über die Internet-Ausgabe verbreitet worden.
Bekannt ist Pater Gemmingen auch durch seine Co-Moderationen im deutschen Fernsehen, wenn es um vatikanische Ereignisse geht, so auch bei der Vigil-Feier des XX. Weltjugendtages in Köln. Er wohnt jetzt im Berchmanskolleg seines Ordens in München.

## Auszeichnungen
- 2002 Bundesverdienstkreuz Erster Klasse der Bundesrepublik Deutschland

## Schriften

### Als Autor
- Gott in der Welt entdecken. Glaubens- und Lebenshilfe durch Teilhard de Chardin. Religiöse Weltmeditation. Rex-Verlag, München und Luzern 1978, ISBN 3-7926-0113-3.
- mit Brigitta Esser: In Gesellschaft Jesu. Texte zur Nachfolge von Ignatius bis Teilhard de Chardin. Matthias-Grünewald-Verlag, Mainz 1979, ISBN 3-7867-0728-6.
- Beten – eine mühselige Freude. Johannes-Verlag, Leutesdorf 1989, ISBN 3-7794-1113-X.
- Römische Quergedanken. Johannes-Verlag, Leutesdorf 1993, ISBN 3-7794-1269-1.
- Auf dem Weg nach Jerusalem. Exerzitien mit Jesus. Benno-Verlag, Leipzig 2008, ISBN 978-3-7462-2397-1.
- Wenn wir die Heiligen fragen könnten. Was sie uns heute sagen würden. Herder, Freiburg 2018, ISBN 978-3-451-37975-8.
- Die Rosenkranzgeheimnisse. Verlag Katholisches Bibelwerk, Stuttgart 2019, ISBN 978-3-460-25525-8.
- Mystiker, Exzentriker, Märtyrer. Geistliche Spaziergänge in Rom. Schnell & Steiner, Regensburg 2021, ISBN 978-3-7954-3521-9.
- Gekreuzte Balken und Lebenswege. Gekreuzte Balken und Lebenswege. Jesus – Maria – Gamaliel. Mit Motiven aus der Stadtpfarrkirche St. Sylvester in München-Schwabing. Kunstverlag Josef Fink, Lindenberg 2021, ISBN 978-3-95976-334-9.
- Christen verändern die Welt. Eine Reise zu großen Gestalten des Glaubens. Verlag Friedrich Pustet, Regensburg 2024, ISBN 978-3-7917-3488-0.

### Als Herausgeber
- Was heißt Christ sein? Johannes-Verlag, Leutesdorf 1990, ISBN 3-7794-1166-0.
- Am Regenbogen der Heiligen. Radio-Vatikan-Predigten. Johannes-Verlag, Leutesdorf 1993, ISBN 3-7794-1302-7.
- Visionen großer Christen. Zwischenrufe zur Zeitenwende. Herder, Freiburg im Breisgau 2000, ISBN 3-451-27289-X.
- Eine Frage der Wellenlänge. Radio Vatikan und die Kommunikation zwischen dem Vatikan und der Kirche im deutschen Sprachraum. Knecht, Frankfurt am Main 2002, ISBN 3-7820-0868-5.
- Glaube zwischen Vernunft und Gefühl. Benedikt XVI. – sein Leben in Bildern und Erinnerungen. St. Benno Verlag, Leipzig 2007, ISBN 978-3-7462-2171-7.